# María Elisa Camargo
María Elisa Camargo Ardila (Guayaquil, Equador, 21 de dezembro de 1985), é uma atriz equatoriana.

## Biografia
Filha de Jairo Camargo e Clara Inês Ardila seus pais são colombianos, nasceu em Guayaquil em 1985.É filha única.Com 19 anos se mudou para Bogotá, onde começou a estudar Economia na Universidad de los Andes, sendo estes interrompidos para dedicar-se a uma carreira artística. Em 2005 conheceu o famoso programa X Factor,onde ela ingressou como candidata. Passou algumas semanas no programa, porém foi eliminada. 
Após isso, ela começou a fazer testes para o canal RCN e conseguiu um papel na telenovela Floricienta. No ano seguinte, em 2007 protagonizou a novela La marca del deseo. A música de abertura era cantada por ela mesma.
Em 2009 a atriz se muda para o México e foi convidada por Pedro Damián para fazer do elenco da novela Verano de amor, interpretando a antagonista da história.  Interpretou outras antagonistas nas novelas Llena de amor e Porque el amor manda.
Em 2014 estreou na Telemundo, protagonizando a telenovela En otra piel, ao lado de David Chocarro e Jorge Luis Pila.
Em 2015 protagoniza a novela Bajo el mismo cielo, ao lado de Gabriel Porras. 

## Carreira

### Telenovelas
| Año       | Telenovela                     | Personaje                                                   |
| --------- | ------------------------------ | ----------------------------------------------------------- |
| 2003      | Yo vendo unos ojos negros      |                                                             |
| 2006      | Floricienta                    | Natalia "Nata" Montes                                       |
| 2007-2008 | La marca del deseo             | María Alegría Santibáñez                                    |
| 2009      | Verano de Amor                 | Isabella "Isa" Roca                                         |
| 2009-2010 | Hasta que el dinero nos separe | Mónica Ledesma                                              |
| 2010-2011 | Llena de amor                  | Kristel Ruiz y de Teresa Curiel                             |
| 2011-2012 | Flor salvaje                   | Catalina Larrazabal de Urrieta                              |
| 2012-2013 | Porque el amor manda           | Patricia Zorrilla                                           |
| 2014      | En otra piel                   | Adriana Aguilar / Mónica Serrano de Larrea / Mónica Arriaga |
| 2015-2016 | Bajo el mismo cielo            | Adela Morales / Matilde "Mati" Martínez                     |
| 2017-2018 | Tarde lo conocí                | Patricia Teherán                                            |
| 2019      | El Barón                       | Isabel García de Montero                                    |
| 2020      | Warrior                        | Marisol Rooker                                              |
| 2023      | Juego de mentiras              | Adriana Molina de Ferrer / Mariana del Molino               |

### Programas
- Hola Escola (2005)

### Reality show
- El Factor X (2005)
- Mira Quien Baila (2013)

## Discografia
Singles
- Dígale (2007)
- Otro Amor Vendrá (2007)
- Las Marías (Canção de entrada da telenovela La marca del deseo) (2007)
- Hay Amor (2007)
- Tengo una Pena (2007)
- Por Ti (2007)
- No puedo vivir (2016)

## Prêmios e indicações
| 2014 | Premios Tu Mundo |                        |              |          |
| 2014 | Premios Tu Mundo | Protagonista favorita  | En otra piel | Indicado |
| 2014 | Premios Tu Mundo | Soy Sexy and I know it | Ela mesma    | Indicado |

| Ano  | Entregue por      | Agradecimentos                                             |
| ---- | ----------------- | ---------------------------------------------------------- |
| 2014 | People en Español |                                                            |
| 2014 | People en Español | Los 50 Más Bellos del 2014 de la revista People en Español |

## Ligações Externas
- María Elisa Camargo. no IMDb.
- Biografia de María Elisa Camargo (Em Televisa Espectáculos)